# Operação Murambatsvina
Operação Murambatsvina ("limpar o lixo"), também conhecido oficialmente como ‘Restaurar a Ordem’, foi uma campanha de desalojamento forçado e de demolição em massa de habitações entre negociações informais imposta pelo governo do Zimbabwe. A campanha começou em maio de 2005.
Duramente criticada pela comunidade internacional que considerou actuação do governo de Harare como uma violação do Direito Internacional, criando uma grave crise humanitária. O relatório das Nações Unidas descreve a destruição de casas precárias nas zonas urbanas do Zimbabwe como uma "aventura desastrosa". Segundo as estimativas da ONU, a operação deixou setecentas mil pessoas sem abrigo ou emprego e afetou dois milhões e meio de pessoas. 
O Governo do Zimbabwe justifica a medida como uma política para combater a criminalidade e erradicar as construções ilegais.
Para acolher as famílias que ficaram sem teto, as autoridades policiais do Zimbabwe instalaram um campo de trânsito numa fazenda localizada a 25 quilómetros da capital, Harare.